# 15710 Böcklin
15710 Böcklin eller 1989 AV6 är en asteroid i huvudbältet som upptäcktes den 11 januari 1989 av den tyska astronomen Freimut Börngen vid Tautenburg-observatoriet. Den är uppkallad efter målaren Arnold Böcklin.
Asteroiden har en diameter på ungefär 5 kilometer.